# جورج غرانثام باين
جورج غرانثام باين (بالإنجليزية: George Grantham Bain)‏ هو محامي ومصور أمريكي، ولد في 7 يناير 1865 في شيكاغو في الولايات المتحدة، وتوفي في 20 أبريل 1944 في مانهاتن في الولايات المتحدة.